# سیارک ۳۴۲۱
سیارک ۳۴۲۱ (به انگلیسی: 3421 Yangchenning، نامگذاری:1975WK1) سه هزار و چهارصد و بیست و یکمین سیارک کشف شده‌است که در ۲۶ نوامبر ۱۹۷۵ کشف شد.
قدر مطلق سیارک برابر ۱۳٫۵۰ است.